# Bernard Lalande (prêtre)
Pour les articles homonymes, voir Bernard Lalande.
Bernard Lalande, né à Lille le 4 octobre 1910 et décédé le 3 avril 1998 à Paris, est un prêtre catholique français de l'archidiocèse de Paris. Il a joué un rôle important dans la vie du Mouvement catholique international Pax Christi et également auprès du Cardinal Emmanuel Suhard dont il fut le secrétaire.

## Biographie
Né en 1910, Bernard Lalande est ordonné prêtre diocésain en 1934 en l'église Saint-Sulpice pour le diocèse de Paris et nommé préfet des études et aumônier au collège Stanislas. 

## Famille
La famille Lalande, de tradition catholique et proche du mouvement Sillon de Marc Sangnier, est composée de trois frères : Jacques (1905-1990), moine bénédictin, Bernard (1910-1998), prêtre séculier, et le général André Lalande (1913-1995), qui fut notamment chef d'état-major particulier de Charles de Gaulle, Président de la République française (1967-1969) et Compagnon de la Libération et de cinq sœurs dont plusieurs se sont engagées dans le secteur social, en particulier Geneviève de la Simmone (au sein de l'association des veuves civiles) et Françoise Legendre (Fondatrice de SOS urgences Maman).

## Seconde Guerre Mondiale
Mobilisé en 1939 comme simple soldat, ayant auparavant refusé de devenir officier lors de son service militaire à Strasbourg en 1931 et 1932 il est fait prisonnier en 1940 et reste en Allemagne jusqu'en mars 1945.

## Renouveau théologique et missionnaire
À son retour en France à la fin de la guerre, il est choisi par le cardinal Emmanuel Suhard, archevêque de Paris, comme secrétaire particulier. Il participe alors activement au renouveau théologique et missionnaire suscité par le cardinal et prépare pour lui trois « Lettres pastorales » qui auront un profond retentissement: Le sens de Dieu (1948), Le prêtre dans la cité (1949) et surtout celle de 1947, Essor ou déclin de l’Église, traduite en vingt-cinq langues.

## Pax Christi
En novembre 1949, le cardinal Maurice Feltin, qui succède à Emmanuel Suhard à Paris, garde Bernard Lalande comme secrétaire tout en lui confiant la responsabilité d’un nouveau mouvement d’Église : Pax Christi, dont le cardinal devient lui-même président international. Bernard Lalande est nommé délégué international donnant tous ses soins à la Section française du mouvement, ainsi qu’à son rayonnement international. Il en fera un Mouvement catholique international pour la paix, implanté aujourd'hui dans plus de 60 pays.
De 1962 à 1965, tout en continuant d'assumer ses responsabilités nationales et internationales à Pax Christi, Bernard Lalande est nommé expert au Concile œcuménique du Vatican II travaillant notamment à la rédaction des paragraphes sur la guerre et la paix et sur le développement, dans la constitution Gaudium et Spes sur « L’Église dans le monde de ce temps ».
De 1971 à 1980, Bernard Lalande participe aux travaux de la commission pontificale Justice et Paix instituée par Paul VI à la demande des évêques-présidents de Pax Christi. Il en est le secrétaire pour la paix. Il cesse ses fonctions à Pax Christi et réside à Rome à partir de 1976. En 1981, il prend sa retraite à Paris et meurt à la Maison de retraite diocésaine le 3 avril 1998.

## Prise de position
Le Père Lalande a participé  à plusieurs  évolutions qui ont marqué l’Église de 1945 à 1980 : le renouveau missionnaire de l’après-guerre , la confrontation au communisme, l’ouverture au monde du Concile Vatican II, la place des laïcs dans l’Église. Il publie un commentaire remarqué (traduit en italien, espagnol, portugais…) de l’encyclique Pacem in terris (La paix sur la terre), du pape Jean XXIII, publiée  en 1963. Il participe à la création de la Commission pontificale Justice et Paix qui devient le Conseil pontifical le 10 décembre 1976. De 1971 à 1980, il participe aux initiatives des papes successifs en faveur de l’œcuménisme et du dialogue interreligieux. Selon le Cardinal Roger Etchegaray, « son génie a été de faire entrer la paix au cœur de la vie quotidienne ». 
Mûries au cours de sa captivité, ses grandes intuitions sur la paix font de lui un pionnier dans ce domaine. Il y a éprouvé le « scandale de la catholicité divisée ». Dès les années cinquante, il développe la notion de « catholicité horizontale ». Selon Bernard Lalande, les chrétiens, conscients de la relation « verticale » qui les unit à Dieu, doivent également découvrir la dimension horizontale, fraternelle et communautaire de leur communion au Christ, qui les rend frères au-delà des frontières. Bernard Lalande insiste sur la nécessité toujours actuelle de sortir du «national-catholicisme ». 

## Théologie de la paix
Bernard Lalande, réagissant à une spiritualisation excessive de la paix, a mis en valeur  trois grands paradoxes : la paix est inséparablement don de Dieu et œuvre des hommes ; impossible à vue humaine et néanmoins le fruit d’une vie inspirée par l’Évangile ; et la paix est à la fois mission de l’Église et compétence de la cité. Cette théologie de la paix conduit à la fois à une spiritualité incarnée et à une spiritualité de la vie quotidienne, de l’engagement civique, social et politique.
Le 29 octobre 1960, à Genève, le cardinal Feltin s’exprime devant un congrès international de Pax Christi sous la plume du Père Lalande : « La paix, aujourd’hui, dépend du sous-développement qui est une menace de guerre, et du développement qui, pris dans sa dimension véritable, est le nouveau nom de la paix ». Cette formule sera ensuite reprise par le pape Paul VI dans son encyclique sur le Développement des peuples, Populorum progressio, (1967) insistant aussi sur l’importance de « ne pas se contenter de dire la paix, mais de faire la paix ». Ces paroles se réfèrent à « un potentiel énergétique de paix qui est à libérer » dans l’humanité et  reflètent la puissance du message évangélique. 

## Distinctions
- Mai 1963, nommé "prélat de Sa Sainteté" par Jean XXIII
- 1977, chevalier de la Légion d’honneur[11]

## Écrits
- 1951-1975. Nombreux éditoriaux et articles dans Le Journal de la Paix, publication de Pax Christi. Série d’articles sur le concile Vatican II et la paix.
- De septembre 1957 à novembre 1985, 67 éditoriaux : décembre 1967, La force océanique des masses ; janvier 1973, Pax Christi et la politique ; mars 1973, Violence des médias.
- 81 articles de fond sur l’actualité : janvier 1962, La paix et le pain vont ensemble ; octobre 1973, La paix dépend aussi de toi ; septembre 1963, La paix est une société réussie.
- Avec C. Santamaria Pax Christi et l’engagement temporel pour la Paix, éd. Pax Christi 1955.
- Collectif présenté par le P. Lalande, L’atome pour ou contre l’homme, Préface de Louis Leprince - Ringuet, R.P Dubarle, François Russo, Jean Bussac, José de Broucker, R. P.de Soras, 350 p. éd. Pax Christi, 1958.
- Commentaires de l’encyclique Pacem in terris, préface du cardinal Feltin, index des thèmes. Fleurus, septembre. 1963. Traductions en italien, espagnol et portugais.
- Collectif, Chrétiens dans l’univers, le problème de l’universalisme, Préface du cardinal Feltin, Le point de vue de l’apôtre par Le P. Lalande, Éditions Casterman, 245 p.1964
- Bernard Lalande, La paix est ressuscitée d’entre les morts, Citations recueillies par Jean-Pierre Guérend et présentées par M. Rougé, Le Livre ouvert, 2008, 64 p.
- Guerre révolutionnaire et conscience chrétienne, Collectif présenté par Bernard Lalande, préface de Mgr Pierre-Marie Théas,  René Coste, René Rémond, Robert Darsac, Jean Yves Calvez, Maurice Percheron, Jacques Duquesne, François Roussel, Henri Peninou, Éditions Pax Christi, 1963.
- Pax Christi et les problèmes temporels de la paix du monde, revue de Polémologie, P.U.F, 1967/3. Article Paix, Dictionnaire des  religions, P.U.F, 1983.
- Réflexions à l’occasion du 10e anniversaire de Pacem in terris. Lettre à Paul VI signée par le cardinal Roy et rédigée par le P. Lalande, 1973. Le rédacteur est Bernard Lalande, secrétaire de la commission pontificale Justice et Paix, Vatican, 1973.
- Dictionnaire des religions, article Paix, P.U.F, 1983.